# Altötting (huyện)
Altötting là một huyện ở bang Bayern, Đức. Huyện này giáp các huyện (từ phía đông theo chiều kim đồng hồ): Áo và các huyện thuộc bang Bayern Traunstein, Mühldorf và Rottal-Inn.

## Lịch sử
Altötting đã là một trong những khu vực ban đầu của Bayern. Khu vực này đã có các bộ lạc Bayernn định cư ngay sau khi người La Mã rút lui. Dưới thời trị vì của công tước Tassilo III (748-788) địa danh Ötting đã được đề cập lần đầu tiên (các thị xã Altötting và Neuötting lấy tên từ địa danh này). Vào thế kỷ 9, vùng này đã trở thành một trung tâm tôn giáo với các nhà thờ và tu viện. Vào thế kỷ 15, khu vực này trở thành một địa điểm hành hương.
Huyện Altötting đã được lập năm 1837. Giáo hoàng Biển Đức XVI đã được sinh ra tại đây năm 1927 ở làng Marktl.
Trái tim của nhiều nhà cai trị Bayern được chôn cất ở nhà thờ nhỏ Mercy giữ quảng trường thị xã.

## Địa lý
Huyện này tọa lạc ở vùng đất cao Anpơ ở biên giới với Áo. Trục chính của vùng là sông Inn, một con sông chảy qua huyện này từ tây sang đông. Có hai chi lưu Alz từ phía nam và Salzach tạo thành ranh giới phía đông của huyện. Huyện này trước đây có rừng rậm nhưng ngày nay chủ yếu là đất nông nghiệp. Tuy nhiên, vẫn còn có một số khu bảo tồn thiên nhiên tại vùng hạ lưu sông Alz và cửa sông Salzach.

## Xã và đô thị
| Thị trấn (Städte)                                        | Phố thị (Märkte)     | Công xã (Gemeinden) | |
| -------------------------------------------------------- | -------------------- | --- | --- |
| 1. Altötting 2. Burghausen 3. Neuötting 4. Töging am Inn | 1. Marktl 2. Tüßling | 1. Burgkirchen 2. Emmerting 3. Erlbach 4. Feichten an der Alz 5. Garching an der Alz 6. Haiming 7. Halsbach 8. Kastl 9. Kirchweidach | 1. Mehring 2. Perach 3. Pleiskirchen 4. Reischach 5. Stammham 6. Teising 7. Tyrlaching 8. Unterneukirchen 9. Winhöring |

Các cộng đồng hành chính (Verwaltungsgemeinschaften)
1. Emmerting (Emmerting, Mehring)
2. Kirchweidach (Kirchweidach, Feichten an der Alz, Halsbach, Tyrlaching)
3. Marktl (Marktl, Stammham)
4. Reischach (Reischach, Erlbach, Perach)
5. Unterneukirchen (Unterneukirchen, Kastl)